# Katherine Maher

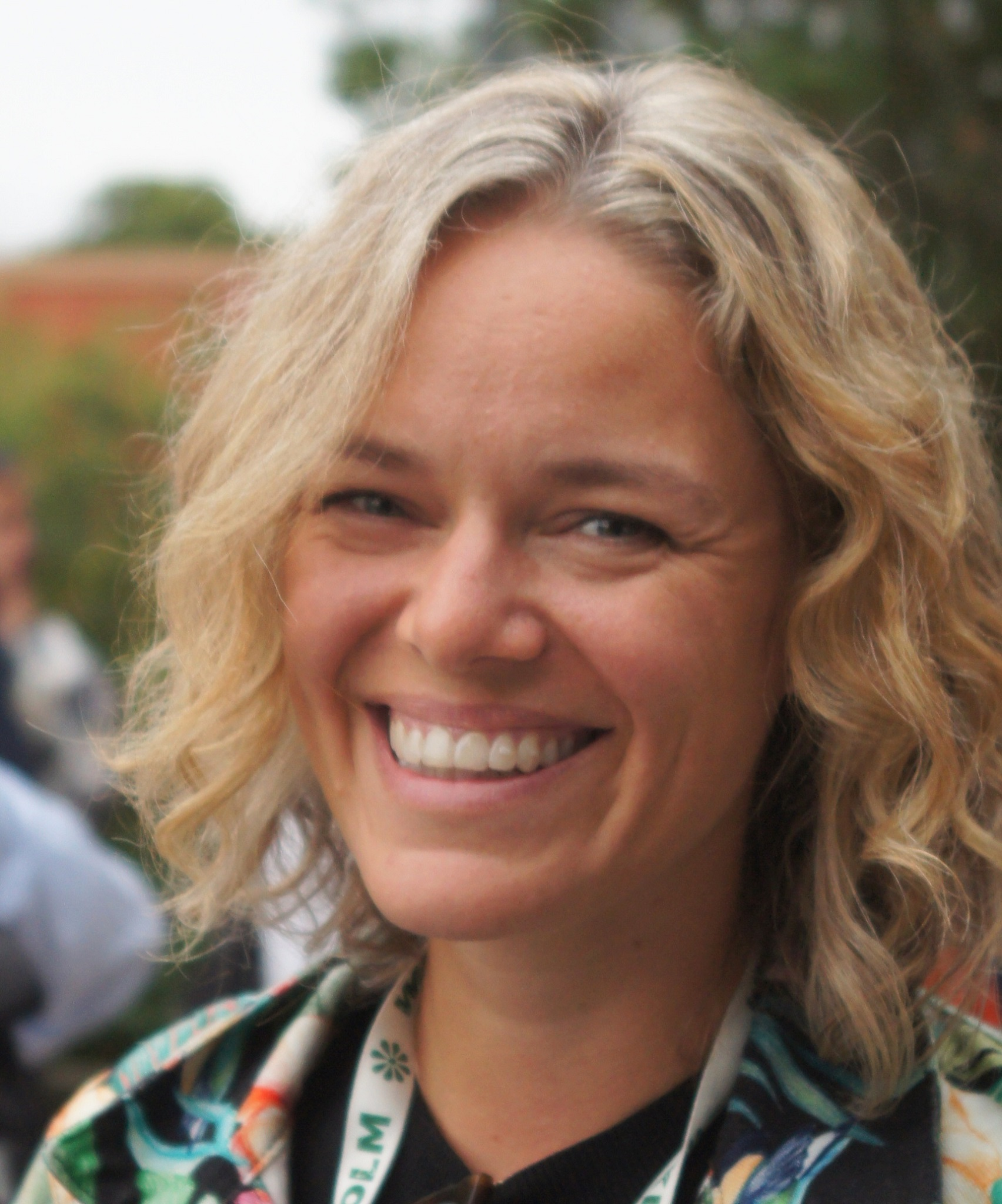
Maher (2019)

Katherine Roberts Maher (* 18. April 1983 in Wilton, Connecticut) ist eine US-amerikanische Managerin. Von 2016 bis 2021 war sie Geschäftsführerin der Wikimedia Foundation in San Francisco, Kalifornien.

## Leben und Wirken
Katherine Maher studierte von 2002 bis 2003 am Arabic Language Institute der American University in Cairo in Ägypten. Von 2003 bis 2005 absolvierte sie ein Honours-Bachelor-Studium in Islamwissenschaften und Orientalistik an der New York University mit einem Auslandssemester am Institut Français d’Etudes Arabes in Damaskus.
Nach dem Studium befasste sie sich zunächst mit Menschenrechten und Demokratiearbeit. Nach Praktika beim Council on Foreign Relations und der Eurasia Group begann Maher 2005 im Rahmen ihres internationalen Managerentwicklungsprogramms bei HSBC in London, Deutschland und Kanada zu arbeiten. Von 2007 bis 2010 war sie Gründungsmitglied des UNICEF-Innovationsteams, das Strategien für Gesundheitsdienste, Kommunikation, Förderung und Organisation junger Menschen durch neue Informations- und Kommunikationstechnologien entwickelte.
Sie arbeitete von 2010 bis 2011 beim National Democratic Institute und von 2013 bis 2014 bei der netzpolitischen Organisation AccessNow.org.
Bei der Wikimedia Foundation war Maher seit April 2014 als Chief Communications Officer für die Öffentlichkeits- und Pressearbeit zuständig. Nach dem Weggang von Lila Tretikov übernahm sie ab März 2016 deren Aufgaben als Geschäftsführerin der Stiftung zunächst übergangsweise. Am Rande der Wikimania-Tagung im italienischen Esino Lario gab das Kuratorium der Stiftung am 23. Juni 2016 bekannt, dass ihr die Position dauerhaft übertragen worden sei. Während ihrer Amtszeit beschäftigte sich die Stiftung mit einem Strategieprozess und dehnte ihre weltweiten Aktivitäten weiter aus. Im Februar 2021 kündigte sie an, die Wikimedia Foundation im April 2021 zu verlassen und eine Auszeit zu nehmen, um über ihre weitere Zukunft nachzudenken.
Nach ihrem Rücktritt von Wikimedia wurde sie Mitglied der US-amerikanischen Denkfabrik Atlantic Council und des Truman National Security Council. 2022 wurde Maher zudem Mitglied des Rats für auswärtige Beziehungen des World Economic Forum und des von Hillary Clinton gegründeten Foreign Affairs Policy Board des US-Außenministeriums.
Seit 2023 ist die US-Amerikanerin Aufsichtsratsvorsitzende des Messengerdienstes Signal und Leiterin von Europas größter Tech-Konferenz „Web Summit“. Anfang 2024 wurde sie CEO von National Public Radio.